# 中华拟锯齿蛤
中华拟锯齿蛤（学名：Vilasina sinica）为贻贝科拟锯齿蛤属的动物。其种加词sinica，意为“中华的”。

## 分佈
在中国大陆，分布于黄海、东海等海域，主要栖息于潮下带稍深一些的水域、一般垂直分布在46-86m 间、底质多为泥沙或软泥以及附着在水螅或碎石等上。该物种的模式产地在黄海。